# Haptoclinus dropi
Haptoclinus dropi  (лат.) — морская лучепёрая рыба семейства лабрисомовых (Labrisomidae) отряда окунеобразных, один из двух видов рода Haptoclinus, второй вид — Haptoclinus apectolophus. Эта глубоководная рыба обнаружена в глубоких рифах у карибского острова Кюрасао на глубине около 170 м. Вид был описан Кэрол Болдуин и Россом Робинсоном в 2013 году. Вид назван в честь проекта Смитсоновского института по наблюдению за глубокими рифами (DROP), при поддержке которого Болдуин и Робинсон сделали своё открытие. 